# Lista över UNICEF:s ambassadörer
Det här är en lista över alla länders Unicef-ambassadörer.

## Bakgrund
Unicef:s förste goodwillambassadör var komikern och skådespelaren Danny Kaye från USA. Alltsedan han utsågs som goodwillambassadör 1953 har UNICEF rekryterat kända personer för att på ideell basis göra insatser för barn. Syftet är att inspirera andra att göra insatser för barns rättigheter.

## Internationella ambassadörer
I tidsordning efter utnämning:

- Tetsuko Kuroyanagi (februari 1984)[1]
- Harry Belafonte (mars 1987)[2]
- Nana Mouskouri (oktober 1993)[3]
- Leon Lai (juli 1994)[4]
- Vanessa Redgrave (juni 1995)[5]
- Judy Collins (september 1995)[6]
- Maxim Vengerov (juli 1997)[7]
- Susan Sarandon (december 1999)[8]
- Mia Farrow (september 2000)[9]
- Sebastião Salgado (april 2001)[10]
- Femi Kuti (juni 2002)[11]
- Angélique Kidjo (juli 2002)[12]
- Whoopi Goldberg (september 2003)[13]
- Shakira (oktober 2003)[14]
- Ricky Martin (december 2003)[15]
- Jackie Chan (april 2004)[16]
- Lang Lang (maj 2004)[17]
- Danny Glover (september 2004)[18]
- David Beckham (januari 2005)[19]
- Amitabh Bachchan (april 2005)[20]
- Rania av Jordanien (januari 2007)[21]
- Gavin Rajah (augusti 2007)[22]
- Berliner Philharmoniker (november 2007)[23]
- Simon Rattle (november 2007)[23]
- Ishmael Beah (november 2007)[24]
- Myung-whun Chung (april 2008)[25]
- Maria Guleghina (februari 2009)[26]
- Orlando Bloom (oktober 2009)[27]
- Lionel Messi (mars 2010)[28]
- Yuna Kim (juli 2010)[29]
- Liam Neeson (mars 2011)[30]
- Serena Williams (september 2011)[31]
- Katy Perry (december 2013)[32]
- Novak Djokovic (augusti 2015)[33]
- Priyanka Chopra (december 2016)[34]
- Lilly Singh (juli 2017)[35]
- Millie Bobby Brown (november 2018)[36]

### Tidigare ambassadörer
I tidsordning efter utnämning:

- Danny Kaye (1954)[37]
- Peter Ustinov (1968)[38]
- Richard Attenborough (oktober 1987)[39]
- Audrey Hepburn (1989)[40]
- Youssou N'Dour (april 1991)[41]
- Roger Moore (augusti 1991)[42]

- Johann Olav Koss (december 1994)[43]
- Vendela Kirsebom (maj 1996)[44]
- George Weah (april 1997)[45]
- Jessica Lange (juni 2003)[46]
- Roger Federer (april 2006)[47]
- Marco Antonio Solís (januari 2010)
- Mikael Persbrandt (2011)[48]

## Regionala ambassadörer
- Mahmoud Kabil, Egypten
- Mercedes Sosa, Argentina
- Anatoly Karpov, Ryssland
- Milena Župančič, Slovenien
- Nancy Ajram, Libanon [49]

## UNICEF:s nationella ambassadörer
Här är en lista på alla länders UNICEF-ambassadörer.:

### Argentinas ambassadörer
- Julián Weich, ambassadör sedan 2004

### Australiens ambassadörer
- Jimmy Barnes, ambassadör sedan 2004
- Nicole Kidman, ambassadör sedan 1994
- Gretel Killeen, ambassadör sedan 2002
- Yvonne Kenny, ambassadör sedan 2003
- Marcus Einfeld, ambassadör sedan 1994
- Layne Beachley, ambassadör sedan 2004
- Ken Done, ambassadör sedan 1988
- Greig Pickhaver
- Geoffrey Rush
- John Doyle

### Belgiens ambassadörer
- Frank De Winne, ambassadör sedan 2003
- Jean-Michel Folon, ambassadör sedan 2003
- Alain Hubert, ambassadör sedan 2002
- Justine Henin, ambassadör sedan 2009
- Dixie Dansercoer
- Axelle Red
- Khadja Nin
- Helmut Lotti
- Salvatore Adamo

### Bosniens ambassadörer
- Edin Džeko

### Brasiliens ambassadörer
- Renato Aragao
- Daniela Mercury

### Chiles ambassadörer
- Ivan Zamorano

### Colombias ambassadörer
- Margarita Rosa de Francisco

### Danmarks ambassadörer
- Alexandra, grevinna av Frederiksborg
- Kurt Flemming
- Jesper Klein
- Bubber

### Elfenbenskustens ambassadörer
- Basile Boli

### Estlands ambassadörer
- Eri Klas
- Erki Nool
- Maarja-Liis Ilus

### Etiopiens ambassadörer
- Berhane Adere
- Kenenisa Bekele

### Filippinernas ambassadörer
- Gary Valenciano

### Finlands ambassadörer
- Berhane Adere
- Micke Rejstrom
- Jorma Uotinen
- Juha Laukkanen
- Anna Hanski
- Eija Vilpas
- Trio Toykeat
- Rainer Kaunisto
- Katri-Helena Kalaoja
- Pave Maijanen
- Eppu Nuotio
- Eija Ahvo
- Susanna Haavisto
- Arsi Harju

### Frankrikes ambassadörer
- Patrick Poivre d'Arvor
- Yves Duteil
- Christophe Malavoy

### Greklands ambassadörer
- Helene Glykatzi-Ahrweiler

### Hong Kongs ambassadörer
- Kelly Chen
- Daniel Chan
- Charlie Yeung

### Indiens ambassadörer
- Ravi Shastri

### Indonesiens ambassadörer
- Christine Hakim
- Ferry Salim

### Irlands ambassadörer
- Pierce Brosnan
- Gabriel Byrne
- Maxi
- Mike McCarthy
- Liam Neeson
- Samantha Mumba

### Israels ambassadörer
- David Broza

### Italiens ambassadörer
- Francesco Totti
- Amii Stewart
- Daniela Poggi
- Bianca Pitzorno
- Lino Banfi
- Leo Nucci
- Vincenzo La Scola
- Paolo Maldini
- Roberto Bolle
- Milly Carlucci
- Vigili del Fuoco
- Simona Marchini

### Japans ambassadörer
- Agnes Chan Miling

### Kanadas ambassadörer
- Beckie Scott, ambassadör sedan 2002
- Kate Wheeler, ambassadör sedan 2005
- Veronica Tennant, ambassadör sedan 1992

### Kenyas ambassadörer
- Justice Effie Owour

### Kroatiens ambassadörer
- Zlatan Stipisić Gibonni
- Bojana Gregorić

### Makedoniens ambassadörer
- Tose Proeski

### Marockos ambassadörer
- Naïma Elmecherqui
- Rajae Belemlih
- Nawal El Moutawakel
- Hicham El Guerrouj

### Mexikos ambassadörer
- Cesar Costa

### Mongoliets ambassadörer
- Tumur Ariuna
- Asashoryu Dagvador

### Nederländernas ambassadörer
- Monique Van De Ven
- Paul Van Vliet

### Nya Zeelands ambassadörer
- Hayley Westenra

### Norges ambassadörer
- Gustav Lorentzen (1993)
- Ole Gunnar Solskjær (2001)
- Sissel Kyrkjebø (2006)

### Omans ambassadörer
- Hamed Al-Wahaibi

### Panamas ambassadörer
- Danilo Perez

### Paraguays ambassadörer
- Gloria Criscioni

### Polens ambassadörer
- Andrzej Szcypiorski
- Katarzyna Frank-Niemczycka
- Piotr Fronczewski
- Wieslaw Ochman
- Jose Carreras
- Majka Jezowska

### Portugals ambassadörer
- Pedro Couceiro
- Luis Figo

### Rysslands ambassadörer
- Alla Pugatjova

### Schweiz ambassadörer
- James Galway
- Natascha Badmann

### Serbien och Montenegros ambassadörer
- Emir Kusturica

### Slovakiens ambassadörer
- Kamila Magalova, ambassadör sedan 1995
- Peter Dvorsky, ambassadör sedan 1998
- Vaso Patejdl, ambassadör sedan 1995
- Stanislav Stepka, ambassadör sedan 2001

### Sloveniens ambassadörer
- Tone Pavèek
- Lado Leskovar
- Milena Zupanèiè
- Boris Cavazza
- Zlatko Zahovic
- Marko Simeunovic
- Vita Mavric

### Spaniens ambassadörer
- Emilio Aragon, ambassadör sedan 2000
- Imanol Arias, ambassadör sedan 2000
- Pedro Delgado, ambassadör sedan 2000
- Joaquin Cortes, ambassadör sedan 1999
- Ana Duato, ambassadör sedan 2000
- Teresa Viejo, ambassadör sedan 2000
- Eusebio Sacristan, ambassadör sedan 2002
- Pau Gasol, ambassadör sedan 2003
- Silvia Abascal, ambassadör sedan 2003
- Maria Bayo, ambassadör sedan 2004
- Fernando Alonso, ambassadör sedan 2005
- Lionel Messi, ambassadör sedan 2006
- FC Barcelona
- Rafael Guijosa, ambassadör sedan 2005
- Samuel Eto’o, ambassadör sedan 2005
- Joan Manuel Serrat, ambassadör sedan 1998
- Real Madrid CF, samarbete sedan 2004

### Storbritanniens ambassadörer
- Andrew O’Hagan, ambassadör sedan 2001
- Martin Bell, ambassadör sedan 2001
- Lord Bill Deedes, ambassadör sedan 1998
- Robbie Williams, ambassadör sedan 2000
- Jemima Khan, ambassadör sedan 2001
- Manchester United
- Ralph Fiennes, ambassadör sedan 2001
- Alex Ferguson, ambassadör sedan 2002
- Trudie Styler, ambassadör sedan 2004
- Paul Clark, ambassadör sedan 2004
- Elle Macpherson, ambassadör sedan 2004
- Ewan McGregor, ambassadör sedan 2004
- Roger Moore, ambassadör sedan 1991

### Sveriges ambassadörer
- Lill Lindfors, sedan hösten 1998[51]

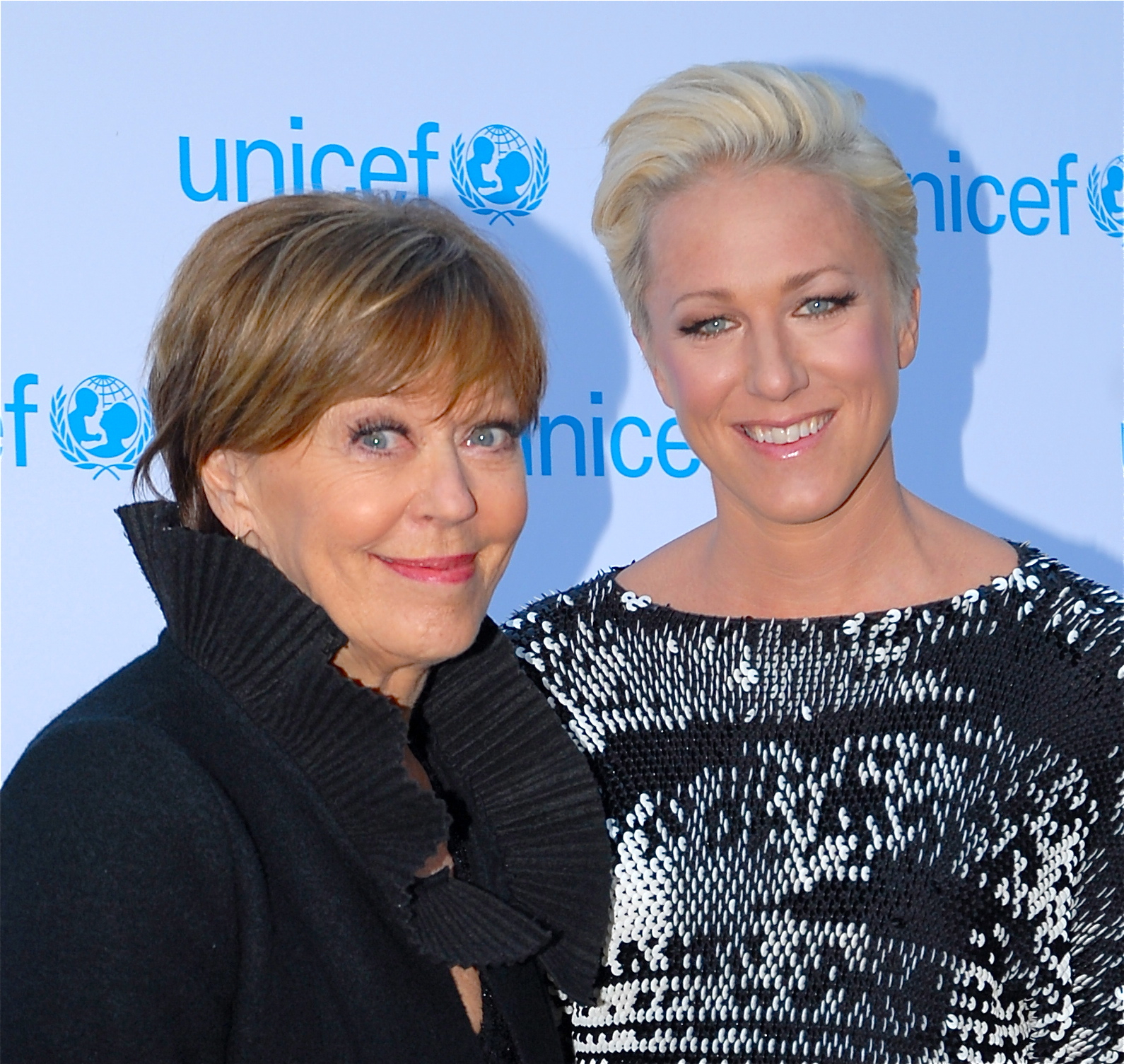
Lill Lindfors och Kajsa Bergqvist på Unicef-gala på Berns i Stockholm den 1 maj 2012.

- Kajsa Bergqvist, sedan oktober 2005[51]
- Eva Röse, sedan september 2007[51]
- Mark Levengood, sedan 1 april 2008[51]
- David Hellenius, sedan april 2011[52] (Mikael Persbrandt var ambassadör fram till mars 2011[53])
- Jenny Strömstedt, sedan november 2015[54] (Liza Marklund var tidigare ambassadör sedan november 2004[55])

### Sydafrikas ambassadörer
- Quinton Fortune

### Sydkoreas ambassadörer
- Pum-Soo Sohn
- Si Won Ryu
- Mee-Hwa Kim
- Myung-Hwa Chung
- Dooly
- Byung-Ki Hwang
- Sung Ki Ahn
- Wan Suh Park

### Thailands ambassadörer
- Kathleeya McIntosh
- Anand Panyarachun

### Tjeckiens ambassadörer
- Jirina Jiraskova
- Patrik Elias [56]

### Turkiets ambassadörer
- Ferhan och Ferzan Önder
- Türkan Şoray
- Kıvanç Tatlıtuğ
- Nilüfer Yumlu

### Tysklands ambassadörer
- Sabine Christiansen
- Joachim Fuchsberger

### Ungerns ambassadörer
- Judit Halász
- Gábor Presser

### Uruguays ambassadörer
- Diego Forlán
- Enzo Francescoli

### USA:s ambassadörer
- Brandy
- Danny Kaye
- Laurence Fishburne
- Angela Bassett
- James Kiberd
- Alyssa Milano
- Katie Couric
- Jane Curtin
- Sarah Jessica Parker
- Claudia Schiffer
- Téa Leoni
- Summer Sanders
- Marcus Samuelsson
- Annette Roque Lauer
- Isabella Rossellini
- Liv Tyler
- Brad Pitt
- Selena Gomez

### Vietnams ambassadörer
- Le Huynh Duc

### Wales ambassadör
- Ryan Giggs

### Österrikes ambassadörer
- Thomas Brezina, ambassadör sedan 1996
- Christiane Hoerbiger, ambassadör sedan 2003